# Вигано Сан Мартино
Вига̀но Сан Мартѝно (на италиански: Vigano San Martino; на ломбардски: Igà, Ига) е село и община в Северна Италия, провинция Бергамо, регион Ломбардия. Разположено е на 363 m надморска височина. Населението на общината е 1355 души (към 2017 г.).